# Autichamp
Pour les articles homonymes, voir Autichamp (homonymie).
Autichamp est une commune française située dans le département de la Drôme, en région Auvergne-Rhône-Alpes.
Autichamp fait partie des « villages perchés » typiques du Val-de-Drôme.

## Géographie

### Localisation
Autichamp est située à 35 km de Valence et à 9 km de Crest.

### Relief et géologie
Sites particuliers :

### Climat
Pour des articles plus généraux, voir Climat d'Auvergne-Rhône-Alpes et Climat de la Drôme.
En 2010, le climat de la commune est de type climat méditerranéen altéré, selon une étude du CNRS s'appuyant sur une série de données couvrant la période 1971-2000. En 2020, Météo-France publie une typologie des climats de la France métropolitaine dans laquelle la commune est dans une zone de transition entre le climat de montagne et le climat méditerranéen et est dans une zone de transition entre les régions climatiques « Provence, Languedoc-Roussillon » et « Alpes du sud ».
Pour la période 1971-2000, la température annuelle moyenne est de 12,5 °C, avec une amplitude thermique annuelle de 16,8 °C. Le cumul annuel moyen de précipitations est de 918 mm, avec 7,1 jours de précipitations en janvier et 4,9 jours en juillet. Pour la période 1991-2020, la température moyenne annuelle observée sur la station météorologique de Météo-France la plus proche, sur la commune de Puy-Saint-Martin à 6 km à vol d'oiseau, est de 13,9 °C et le cumul annuel moyen de précipitations est de 923,0 mm,. Pour l'avenir, les paramètres climatiques de la commune estimés pour 2050 selon différents scénarios d'émission de gaz à effet de serre sont consultables sur un site dédié publié par Météo-France en novembre 2022.

### Voies de communication et transports
Le territoire communal est traversé par les routes départementales 166 et 519 (RD166 et RD519) et également longé par la RD26 dans sa partie orientale.

## Urbanisme

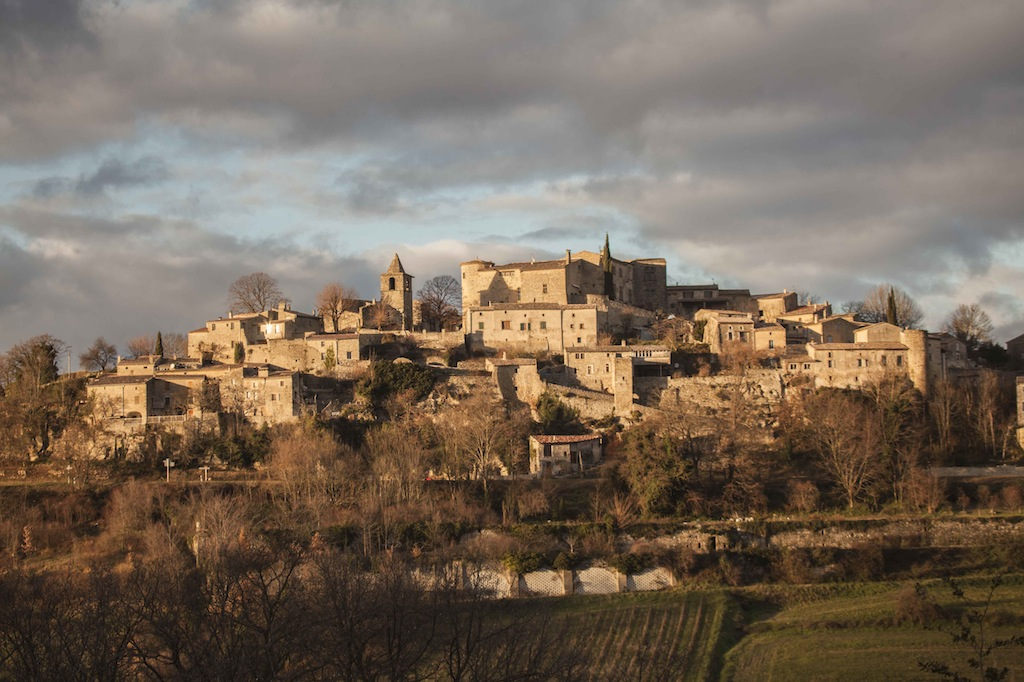
Le village vu depuis la route de Marsanne.

### Typologie
Au 1er janvier 2024, Autichamp est catégorisée commune rurale à habitat très dispersé, selon la nouvelle grille communale de densité à 7 niveaux définie par l'Insee en 2022.
Elle est située hors unité urbaine. Par ailleurs la commune fait partie de l'aire d'attraction de Crest, dont elle est une commune de la couronne,. Cette aire, qui regroupe 17 communes, est catégorisée dans les aires de moins de 50 000 habitants,.

### Occupation des sols
L'occupation des sols de la commune, telle qu'elle ressort de la base de données européenne d’occupation biophysique des sols Corine Land Cover (CLC), est marquée par l'importance des territoires agricoles (67,2 % en 2018), une proportion identique à celle de 1990 (67,2 %). La répartition détaillée en 2018 est la suivante : zones agricoles hétérogènes (48,8 %), forêts (32,8 %), terres arables (18,3 %). L'évolution de l’occupation des sols de la commune et de ses infrastructures peut être observée sur les différentes représentations cartographiques du territoire : la carte de Cassini (XVIIIe siècle), la carte d'état-major (1820-1866) et les cartes ou photos aériennes de l'IGN pour la période actuelle (1950 à aujourd'hui).

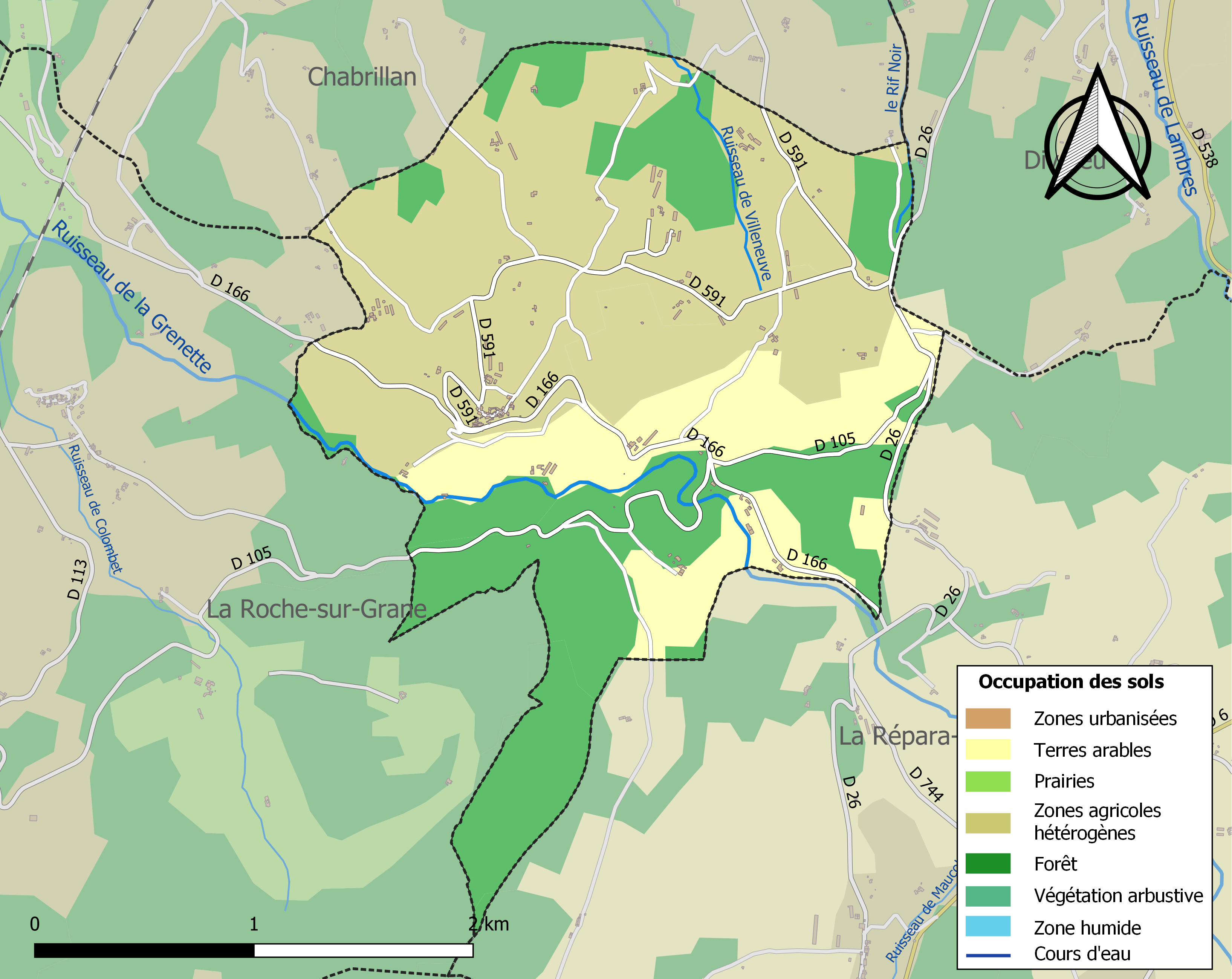
Carte des infrastructures et de l'occupation des sols de la commune en 2018 (CLC).

## Toponymie

### Attestations
Dictionnaire topographique du département de la Drôme.
- 1345 : castrum Alticampi (Duchesne, Comtes de Valentinois, preuves 53) / étudié par Ernest Nègre[14].
- XIVe siècle : de Alticampo (pouillé de Valence).
- XIVe siècle : mention de l'église : capella de Alticampo (pouillé de Valence) qui porte le vocable de Saint-Sébastien puis celui de Saint-Jean[13],[15].
- 1391 : Antuchant (choix de documents, 314).
- 1421 : Naultichamp (Duchesne, ibid., 69).
- 1529 : Outichamp (arch. hosp. de Crest, B. 11).
- XVIe siècle : mention du prieuré : prioratus de Antichant Valentinensis dioecesis (pouillé gén.). Prieuré de l'ordre de Saint-Benoît et de la dépendance du prieuré de Saint-Marcel de Sauzet, dont le titulaire avait la collation de la cure et les dîmes de la paroisse d'Autichamp[15].
- 1583 : Otichamp (Chabeul, notaire à Crest).
- 1891 : Autichamp, commune du canton de Crest-Sud.

### Étymologie
Ce toponyme semble dériver de l'adjectif féminin occitan auta (« haute ») et *chalm (« lande, plateau désert »).

## Histoire

### Du Moyen Âge à la Révolution
La seigneurie :
- Au point de vue féodal, la terre (ou seigneurie) est un fief des comtes de Valentinois.
- Elle passe aux Chabrillan.
- Milieu du XIVe siècle : elle passe (par héritage) aux Beaumont, derniers seigneurs.

Avant 1790, Autichamp était une communauté de l'élection de Montélimar, subdélégation et sénéchaussée de Crest

Elle formait une paroisse du diocèse de Valence, dont l'église était sous le vocable de Saint-Jean et dont les dîmes appartenaient au prieur du lieu.

### De la Révolution à nos jours
En 1790, la commune d'Autichamp est comprise dans le canton de Chabrillan. La réorganisation de l'an VIII la fait entrer dans le canton de Crest-Sud.
Le coup d'État du 2 décembre 1851 est connu par affiches le mercredi 3 décembre dans la journée. Un rassemblement spontané a lieu dans la journée, d’une trentaine d’hommes, au son du tambour municipal, retiré au maire par deux républicains. Armés, ils se rendent à Chabrillan et transmettent le mot d’ordre. Le 6 décembre, les insurgés sont plus nombreux, le tambour est à nouveau pris au maire,  le tocsin est sonné. Le départ pour le point de rendez-vous situé au bois des Pignes, à Divajeu, a lieu le 7 à 8 heures. Ils attendent l’après-midi pour descendre sur la route principale au hameau des Lambres où ils se joignent à la colonne de Dieulefit, Bourdeaux et Saou.
Après l’échec de l’insurrection, la répression et la traque aux insurgés continue après les élections, parfois avec l’aide de dénonciateur : le maire d’Autichamp dénonce ainsi son frère aux autorités.

## Politique et administration

### Liste des maires
| Période                                  | Période  | Identité          | Étiquette | Qualité     |
| ---------------------------------------- | -------- | ----------------- | --------- | ----------- |
| Les données manquantes sont à compléter. |          |                   |           |             |
| avant 1995                               | ?        | Philippe Giraud   |           |             |
| mars 2008                                | 2014     | Sylvette Delcourt |           |             |
| 2014                                     | 2020     | Bernard Magnon    | SE        | Agriculteur |
| 2020                                     | En cours | Denis Lattard     |           |             |

### Rattachements administratifs et électoraux
.

## Population et société

### Démographie
L'évolution du nombre d'habitants est connue à travers les recensements de la population effectués dans la commune depuis 1793. Pour les communes de moins de 10 000 habitants, une enquête de recensement portant sur toute la population est réalisée tous les cinq ans, les populations de référence des années intermédiaires étant quant à elles estimées par interpolation ou extrapolation. Pour la commune, le premier recensement exhaustif entrant dans le cadre du nouveau dispositif a été réalisé en 2006.

En 2022, la commune comptait 152 habitants, en évolution de +27,73 % par rapport à 2016 (Drôme : +2,64 %, France hors Mayotte : +2,11 %).
| 1793 | 1800 | 1806 | 1821 | 1831 | 1836 | 1841 | 1846 | 1851 |
| ---- | ---- | ---- | ---- | ---- | ---- | ---- | ---- | ---- |
| 233  | 190  | 238  | 286  | 347  | 322  | 301  | 295  | 292  |

| 1856 | 1861 | 1866 | 1872 | 1876 | 1881 | 1886 | 1891 | 1896 |
| ---- | ---- | ---- | ---- | ---- | ---- | ---- | ---- | ---- |
| 279  | 278  | 250  | 263  | 263  | 244  | 238  | 211  | 197  |

| 1901 | 1906 | 1911 | 1921 | 1926 | 1931 | 1936 | 1946 | 1954 |
| ---- | ---- | ---- | ---- | ---- | ---- | ---- | ---- | ---- |
| 189  | 204  | 187  | 156  | 139  | 129  | 137  | 138  | 120  |

| 1962 | 1968 | 1975 | 1982 | 1990 | 1999 | 2006 | 2011 | 2016 |
| ---- | ---- | ---- | ---- | ---- | ---- | ---- | ---- | ---- |
| 122  | 114  | 105  | 115  | 117  | 120  | 135  | 134  | 119  |

| 2021 | 2022 | - | - | - | - | - | - | - |
| ---- | ---- | - | - | - | - | - | - | - |
| 143  | 152  | - | - | - | - | - | - | - |

### Enseignement
Située face à la mairie, à l'orée ouest du village, l'école publique accueille 22 élèves de CP et CE1. Elle est composée de deux pièces principales : une salle de classe et une salle d'activités, qui sert aussi de cantine. Elle dispose de trois espaces de récréation : la cour principale, le préau et l'espace nature[réf. nécessaire].
L'école fonctionne en Regroupement pédagogique intercommunal (RPI) avec les communes de Divajeu (classes maternelles) et de La Répara-Auriples (CE2, CM1, CM2). Les parents d'élèves des trois communes forment l'APERADA, association de soutien aux projets pédagogiques des enseignants[réf. nécessaire].

### Manifestations culturelles et festivités
- Fête : le dimanche suivant le 18 juillet[24].

### Médias
Le territoire de la commune se situe dans l'aire de diffusion de plusieurs médias :
- Presse écrite
  - Le Crestois, hebdomadaire de la vallée de la Drôme.
  - Le Dauphiné libéré, quotidien régional qui consacre, chaque jour, y compris le dimanche, dans son édition de « Valence-Drôme » un ou plusieurs articles à l'actualité du canton et de la commune, ainsi que des informations sur les éventuelles manifestations locales, les travaux routiers, et autres événements divers à caractère local.
  - L'Agriculture Drômoise, journal d'informations agricoles et rurales, couvre l'ensemble du département de la Drôme.
  - Drôme Hebdo (ancien Peuple Libre), hebdomadaire chrétien d'informations.
- Presse audio-visuelle
  - Radio Saint Ferréol est une radio locale émise depuis Crest.
  - Ici Drôme Ardèche est une radio publique diffusée sur son territoire.

### Cultes
L'église paroissiale et la communauté catholique de la commune relèvent de la Paroisse Sainte Famille du Crestois dont la maison paroissiale est située à Crest. Cette paroisse est rattachée au diocèse de Valence.

## Économie

### Agriculture
En 1992 : céréales, fourrage, ovins, caprins.

### Tourisme
- Site du village et abords (SI), panorama étendu[24].

## Culture locale et patrimoine

### Lieux et monuments
- Village perché caractéristique, inscrit depuis le 21 mai 1953 à l'inventaire des sites pittoresques de la Drôme. Nous remarquons, à la base, ses jardins sur toute sa largeur, et son château au sommet. La disposition des jardins aurait été voulue à la Renaissance. Grâce à une protection des ABF, elle a pu être conservée[réf. nécessaire].
- Le château : seule la partie sud de l'édifice témoigne de l'époque médiévale. À la Renaissance, les Chabrillan s'éteignent et Gaspard Beaumont d'Autichamp hérite de la seigneurie. Il embellit le château. Les Beaumont d'Autichamp apparaissent à plusieurs reprises dans l'histoire de France. À la Révolution, ils émigrèrent. En grande partie ruiné, l'édifice fut restauré durant les années 1980 par une jeune passionnée. Aujourd'hui, il est toujours privé[réf. nécessaire].
- La « porte de France » : elle est, avec la tour pleine de la mairie, l'un des vestiges les plus remarquables du château du XIIIe siècle. Les corbeaux supportaient une bretèche en bois. Cette porte sud fut surnommée « Porte de France » par un artiste local[réf. nécessaire].
- Ancien clocher : bâti au XIIIe siècle (ou au XVe siècle[24]), il faisait partie de l'église Saint-Sébastien située à l'emplacement du belvédère actuel. Au XVIIe siècle, très dégradée, Saint-Sébastien devint inutilisable à tel point qu'il fut décidé de reconstruire une autre église. Seul demeure le clocher dont une Autichampaise sonne encore aujourd'hui la cloche tous les jours, à midi, afin de perpétuer une tradition séculaire[26].
- Château Renaissance en ruine (façade ornée, tour ronde)[24].
- Le « pont roman » : bâti à la Renaissance, il permettait aux voyageurs d’avoir un aperçu impressionnant sur le village, ses jardins et son château. Il est le seul du département qui ne fut pas « modernisé ». Il a été complètement restauré en 2004 à l’initiative de la municipalité et a obtenu la récompense « Les rubans du patrimoine »[réf. nécessaire].
- Église Saint-Jean-Baptiste : construite pour remplacer l'ancienne église, elle fut inaugurée en 1771. Elle a été restaurée en 2014. La décoration intérieure est en grande partie d'origine. L'autel du XIIIe siècle situé dans l'une des chapelles est remarquable (il sera prochainement restauré). Le frontispice est une création de l'architecte Olivier Naviglio[réf. nécessaire].
- Les fontaines et les jardins : ces sources irriguaient à l’origine les jardins grâce à un système de canalisation très sophistiqué. Les jardins, construits à la Renaissance, étaient indépendants du château. Au début du XXe siècle, la troisième terrasse fut détruite pour y faire passer la route départementale. Ces jardins sont aujourd'hui privés[réf. nécessaire].

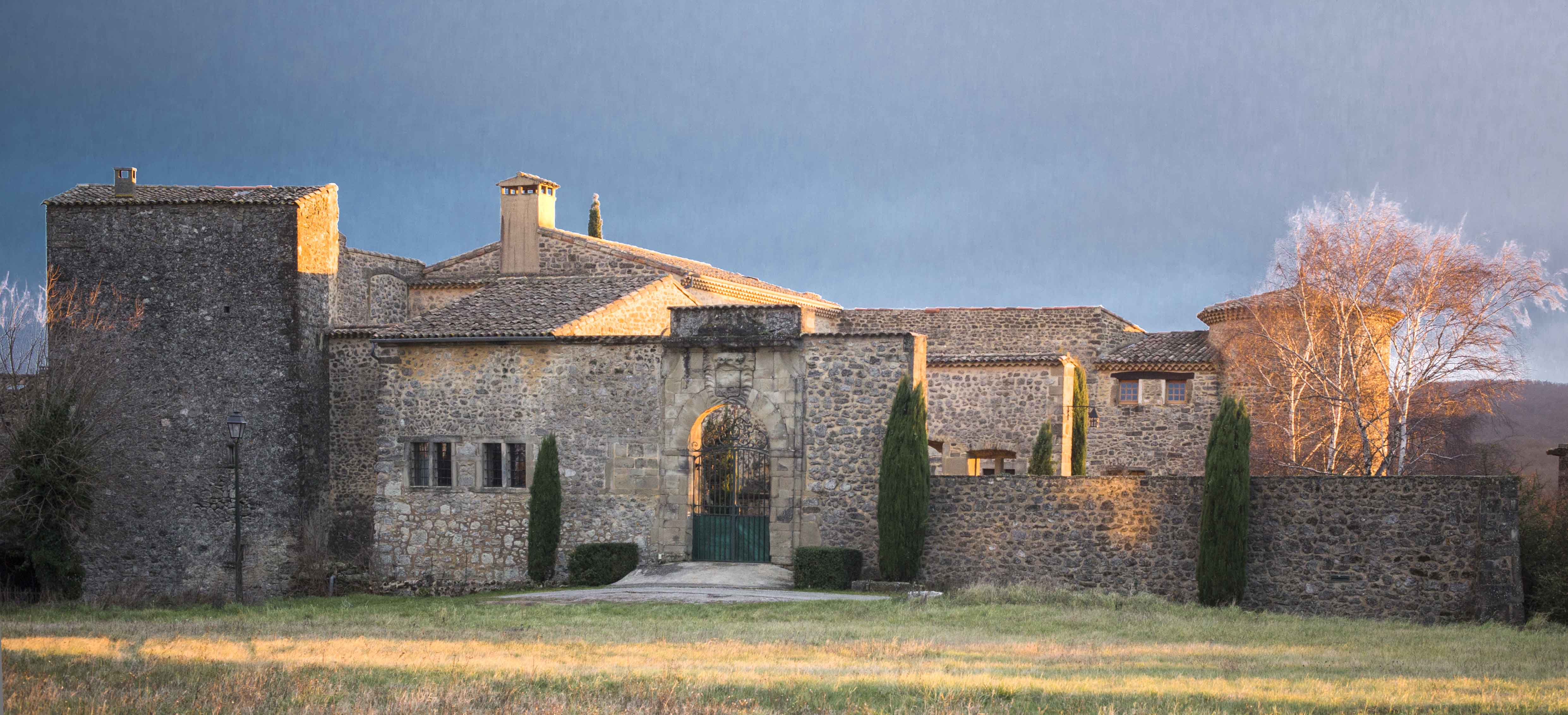
Vue du château depuis la route de Crest.
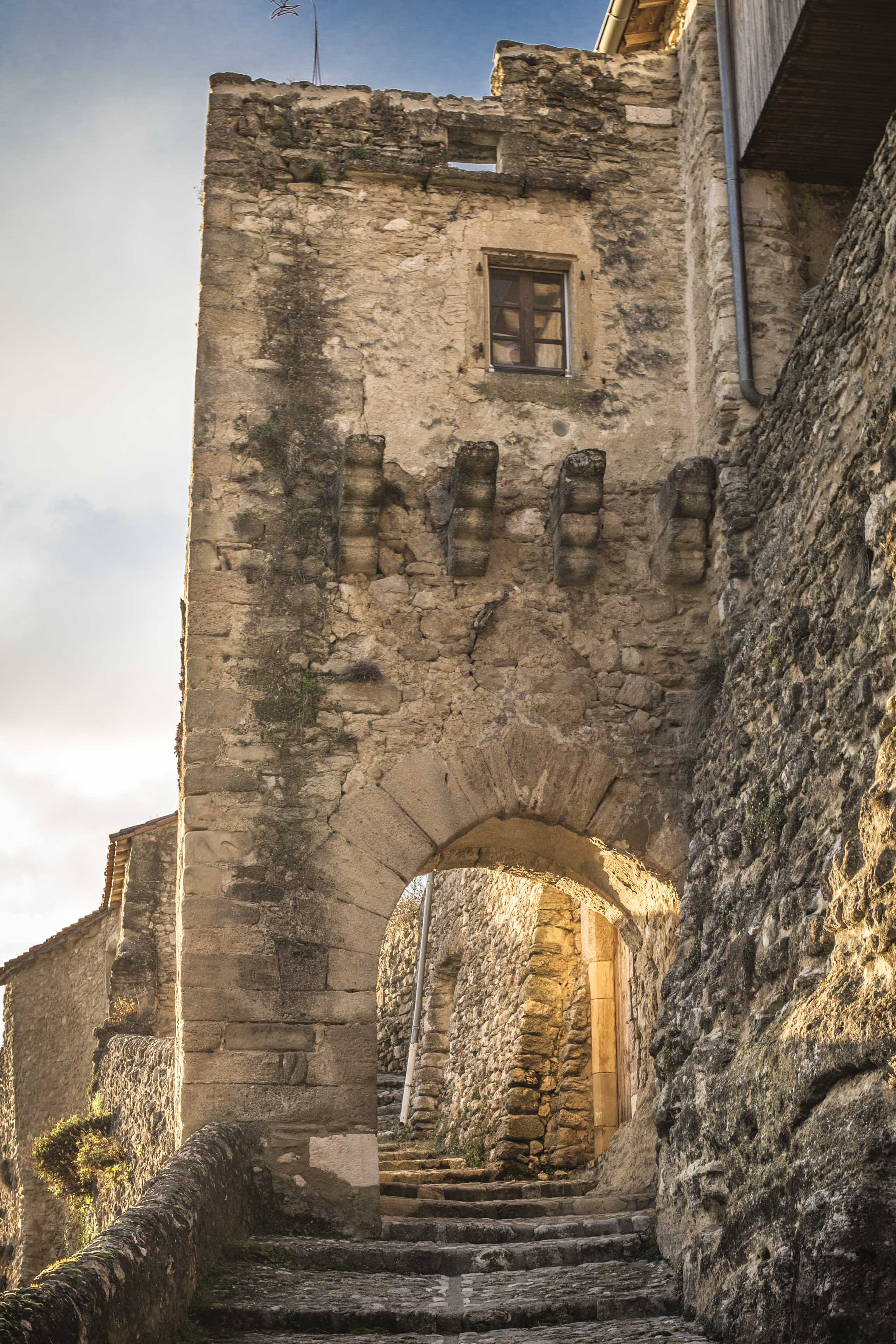
Les calades et « la porte de France ».
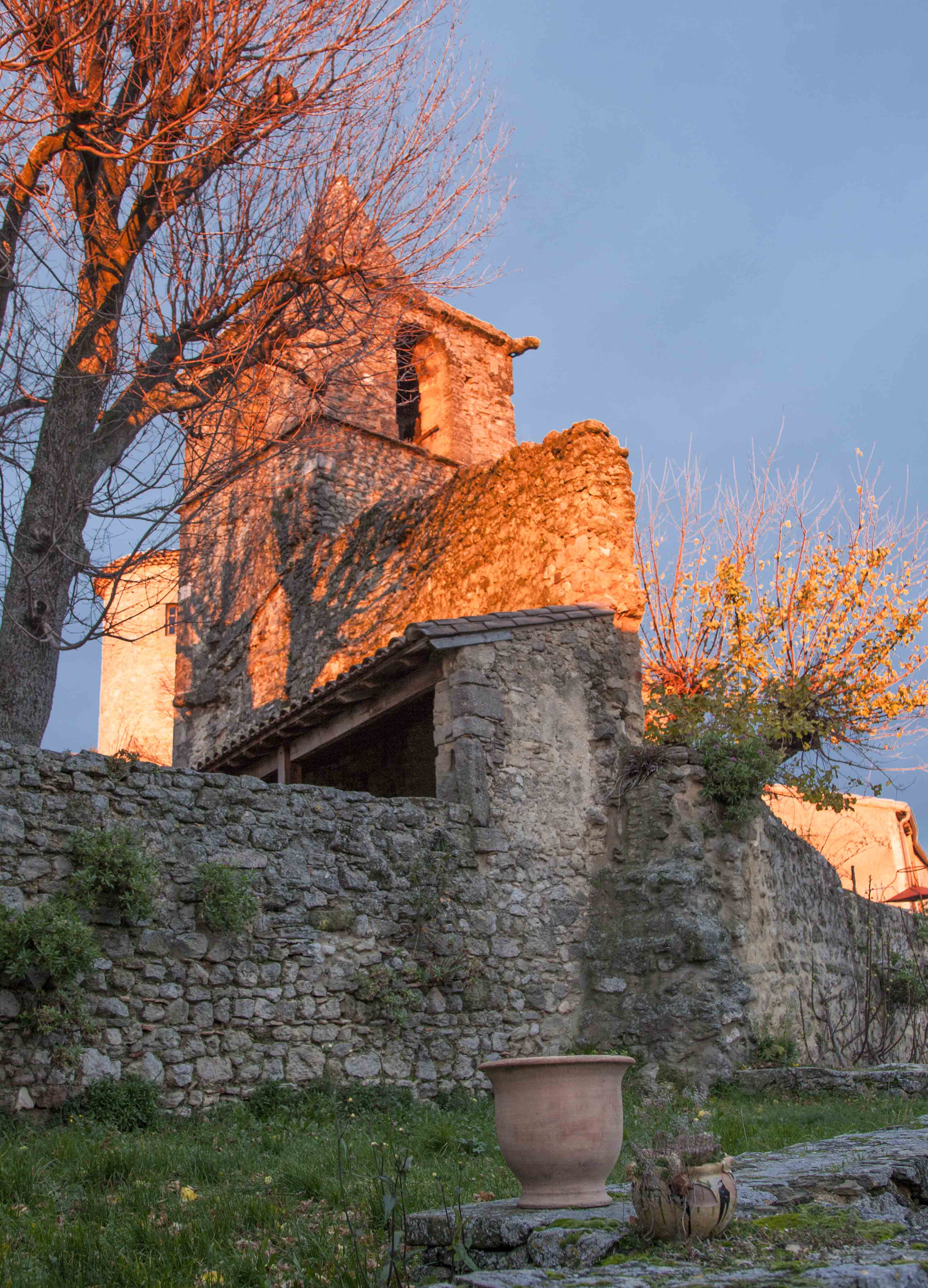
L'ancien clocher de l'église Saint-Sébastien.
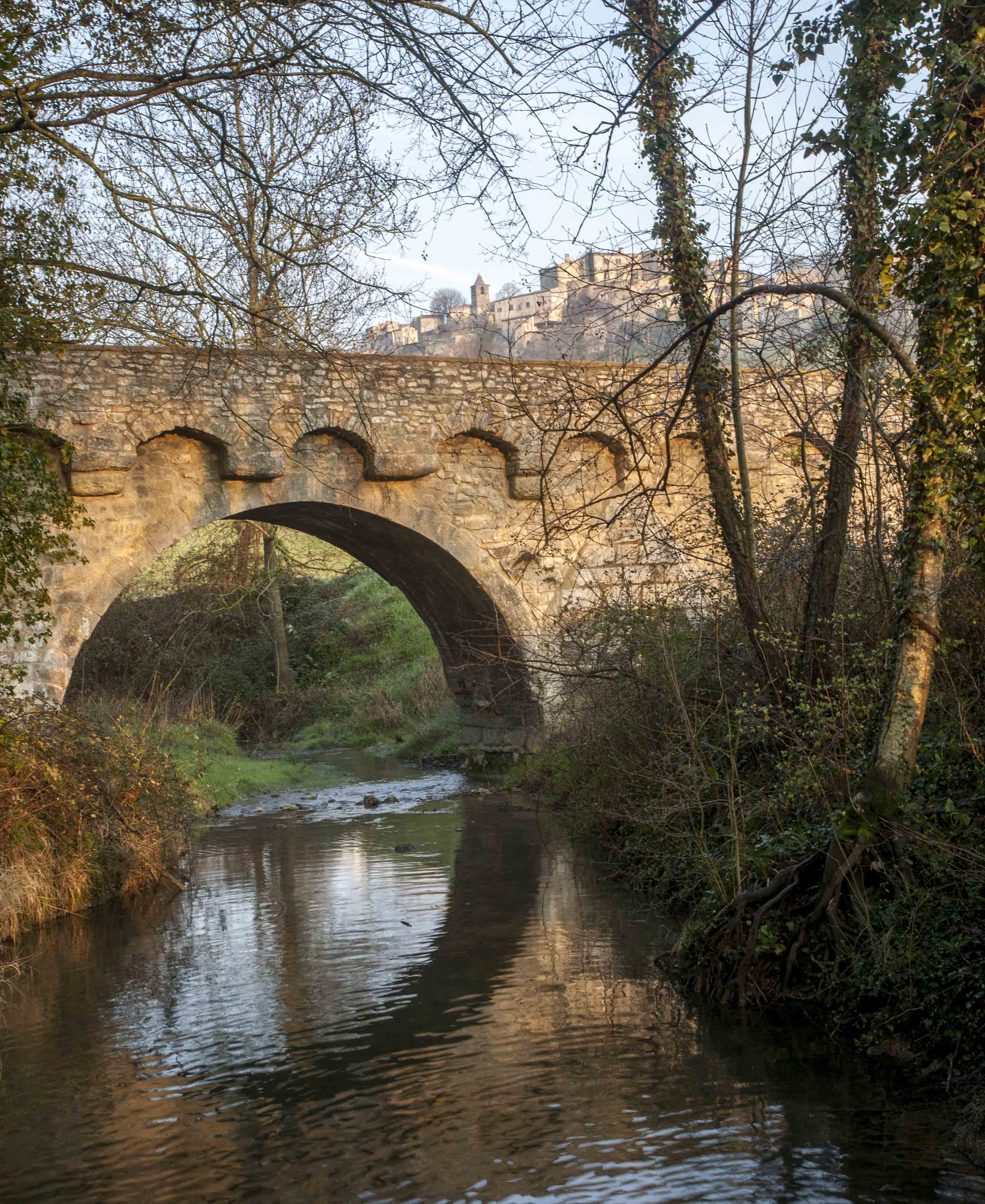
Le pont sur la Grenette.
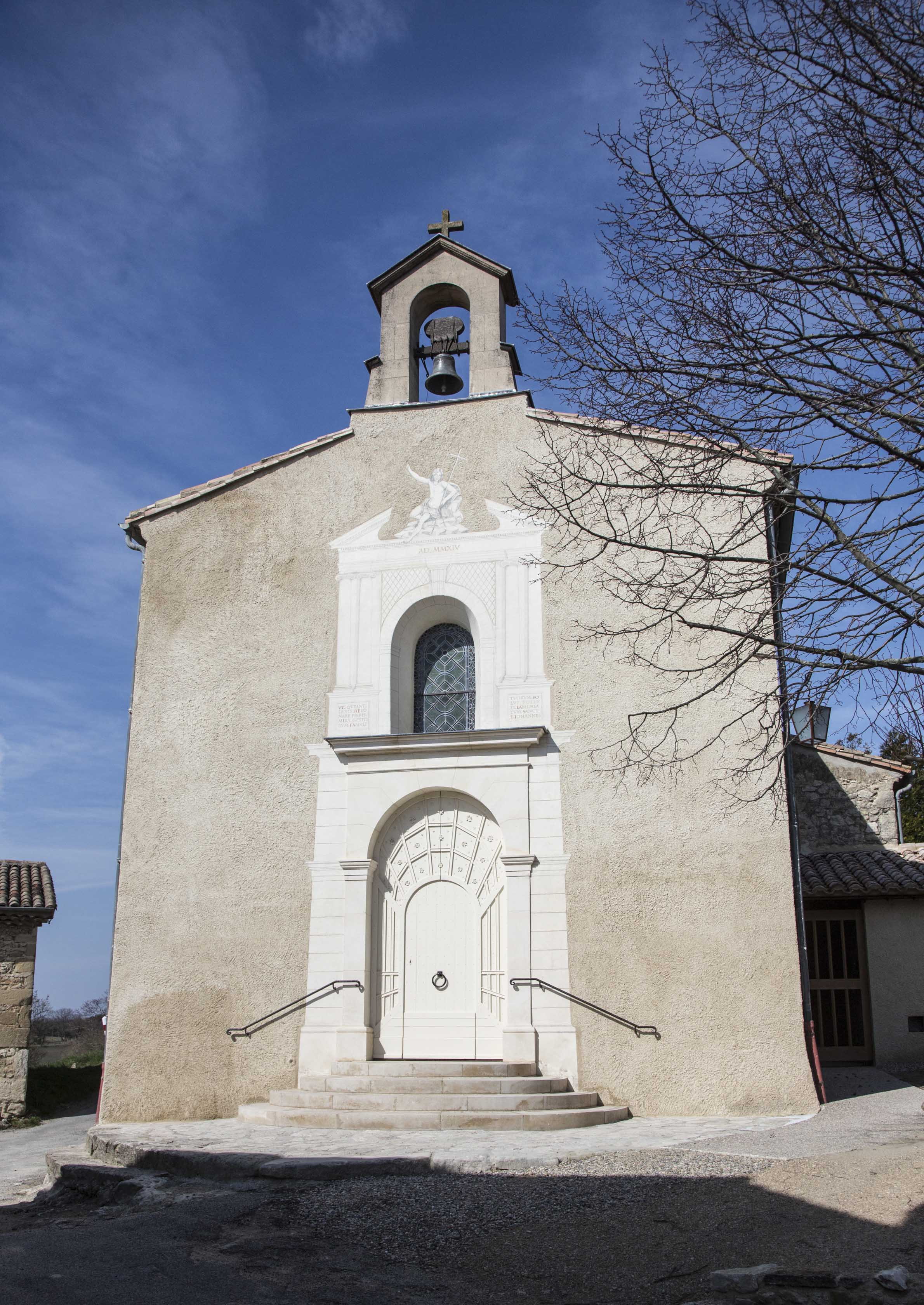
L'église Saint-Jean-Baptiste.
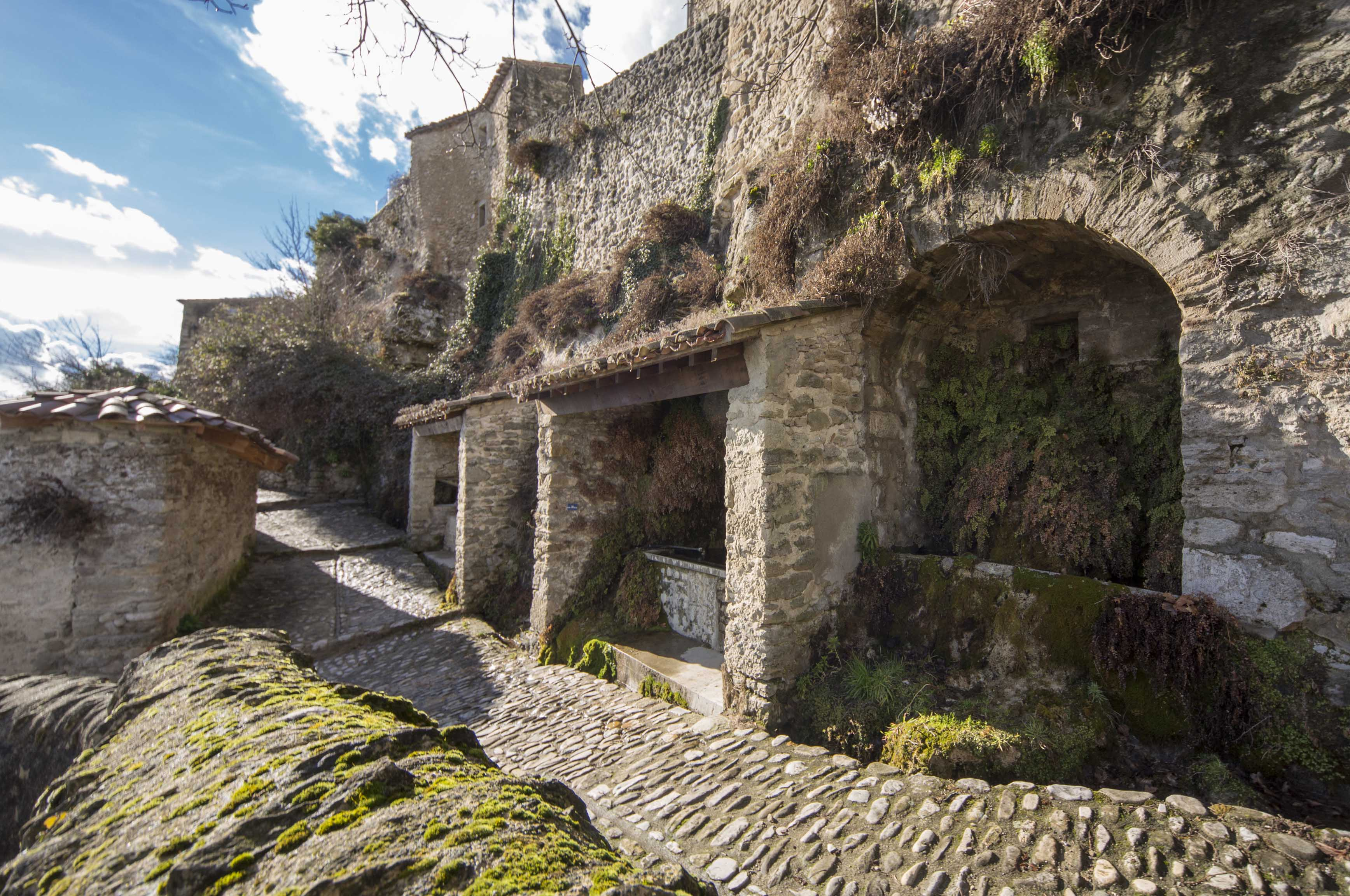
Les fontaines au bas des calades.

### Patrimoine naturel

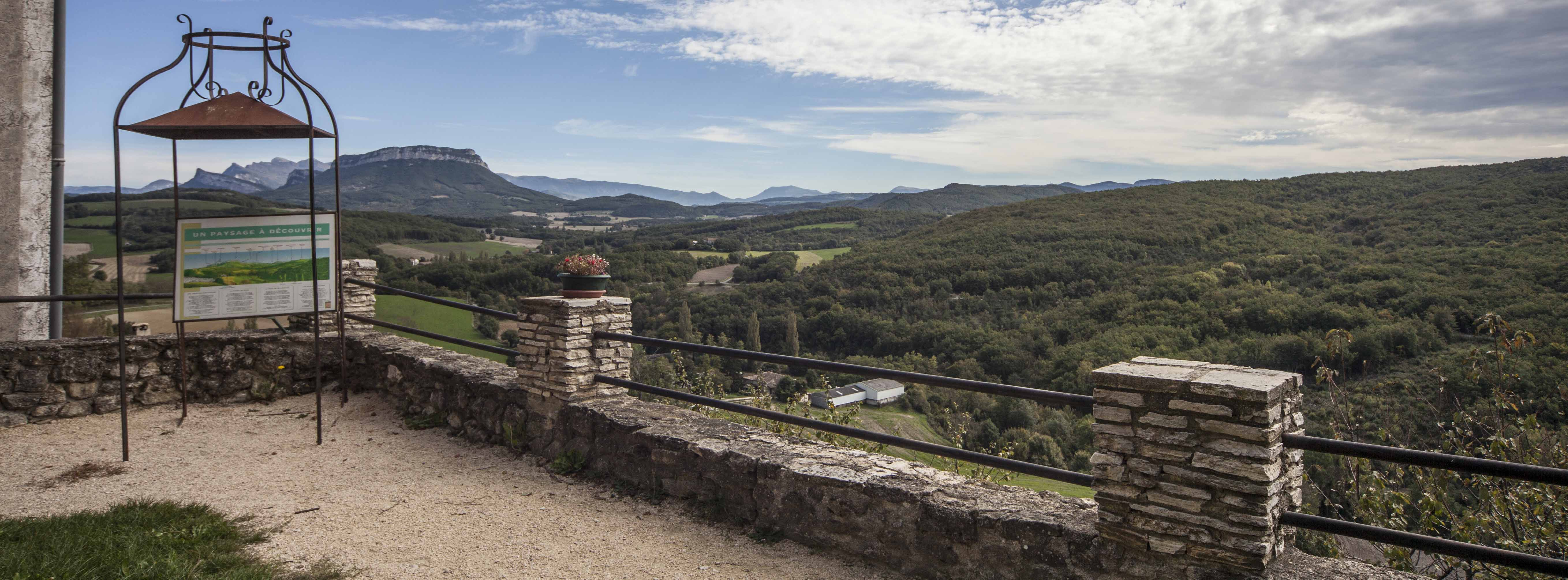
La vue vers le massif de Saou.

Paysage classé « ensemble paysager remarquable », par la DIREN, le massif de la Forêt de Saou s'impose dans ce paysage typiquement agraire. Il fait partie des massifs emblématiques drômois et s’inscrit dans ce panorama qui va du Vercors à la forêt de Marsanne[réf. nécessaire].

### Héraldique, logotype et devise
|  | Autichamp possède des armoiries dont l'origine et le blasonnement exact ne sont pas disponibles. |